# Búvárkodás

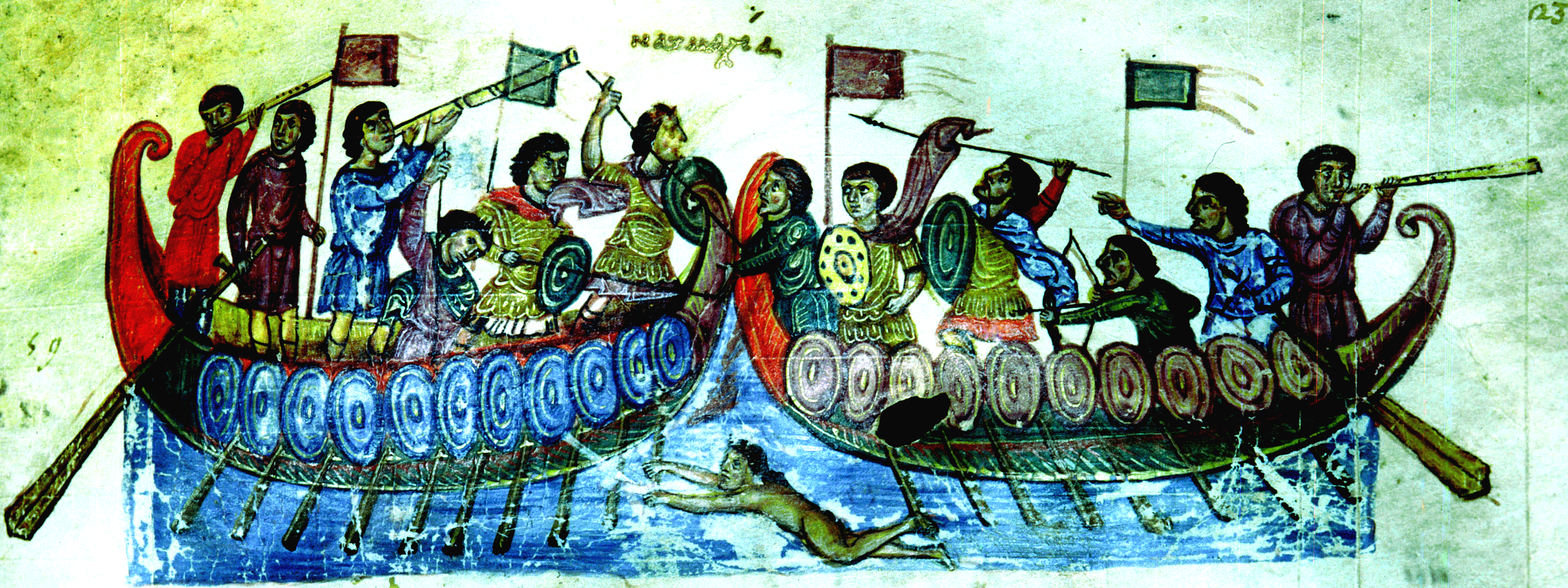
Ókori bizánci búvár léket üt egy gályán, 10. századi kódex illusztrációja

A búvárkodás fogalma többféle tevékenységet takarhat, létezik sportbúvárkodás, kedvtelési búvárkodás, valamint ipari búvárkodás.
A búvárkodás során a búvár a víz alá bukva tevékenykedik, légzőkészülék nélkül (szabadtüdővel), önálló légzőkészülékkel vagy a felszínről kapott levegőellátással. A kedvtelési búvárkodás űzését a világ legnagyobb részén tanfolyamhoz kötik, a munkát végző ipari búvárok különleges iskolákban tanulnak. A szabadtüdős búvárkodás tanfolyam nélkül űzhető, bár bizonyos alapismeretek elsajátítása itt is ajánlott.

## Ipari búvárkodás
Az ipari búvárkodást hivatásos búvárok űzik, akik munkájuk során építkezéseknél, fúrótornyoknál, ipari létesítményeknél dolgoznak. Az ipari búvárok általában a felszínről kapják a levegőt és állandó kapcsolatban állnak a munkájukat irányítóval. A nagy mélységben munkát végző búvárok akár több hetet is egy zárt helyiségben töltenek, az állandó nyomást biztosító kamrát akkor sem hagyhatják el, ha éppen nem dolgoznak. Számos nagy mélységben végzett munka során speciális robotok helyettesítik napjainkban a búvárokat.

## Kedvtelési búvárkodás

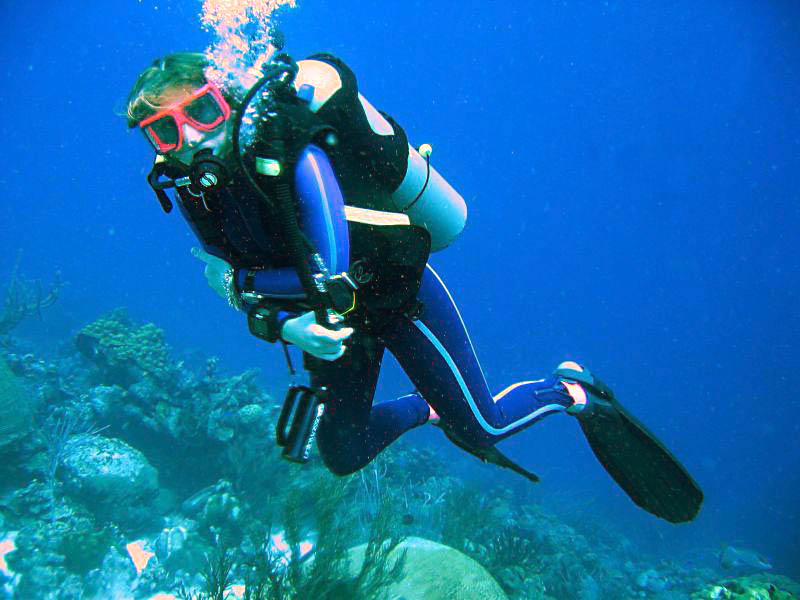
Búvárkodás

Önálló készülékes (SCUBA) búvárkodásnál a kedvtelési búvár neoprén ruhát, palackot, nyomáscsökkentőt, maszkot, légzőcsövet, ólmot, uszonyt, búvármellényt, búvárkést, illetve mélység- és időmérő műszereket (vagy az ezeket helyettesítő búvárkomputert) visel. A készülékes búvárkodást gyakran könnyűbúvárkodásnak is nevezik. A levegővel vagy egyéb gázeleggyel töltött palackból a búvár egy nyomáscsökkentőn keresztül kapja a víz alatt a levegőt illetve a gázelegyet.
A kedvtelési búvárok sűrített levegős palackkal merülnek, a palackban általában 200 bar nyomás található, bár több helyen alkalmazzák a 300 baros technológiát is. Egyre elterjedtebb a kedvtelési búvárkodást űzők között is az úgynevezett nitrox merülés, aminél a palackba töltött oxigén és a nitrogén aránya nem egyezik meg a levegőével. Kedvtelési búvárok esetében a nitrox keveréknek azokat a nitrogénből és oxigénből álló gáz keverékek nevezhetjük, ahol az oxigén részaránya 21% és 40% közé esik. A kedvtelési búvárkodást tanfolyamokon lehet megtanulni, a jellemzően 5-15 nap hosszúságú képzéseket a különböző oktatási rendszerek a saját szisztémájuk szerint oktatják. A szükséges alapismeretek egyezősége miatt azonban nem nagyok a különbségek. A Magyarországon legismertebb képzési rendszerek a PADI, a CMAS, az SSI, a UEF, a NAUI. A kedvtelési búvárok több egymásra épülő tanfolyam elvégzése után vállalhatnak hivatásos búvári munkát, merülésvezetőként, illetve búvároktatóként.
A kedvtelési búvárok között egyre több a nagyobb mélységekbe vagy barlangokba merülő, komolyabb képzettségű technikai búvár, akik nitrox, illetve trimix keverékkel merülnek, felszerelésük bizonyos részleteiben pedig eltér az alapfelszereléstől. A nagy mélységben munkát végzők között is többen a technikai búvár felszerelést választják az ipari búvároknál szokásos felszerelések helyett.

## Sportbúvárkodás

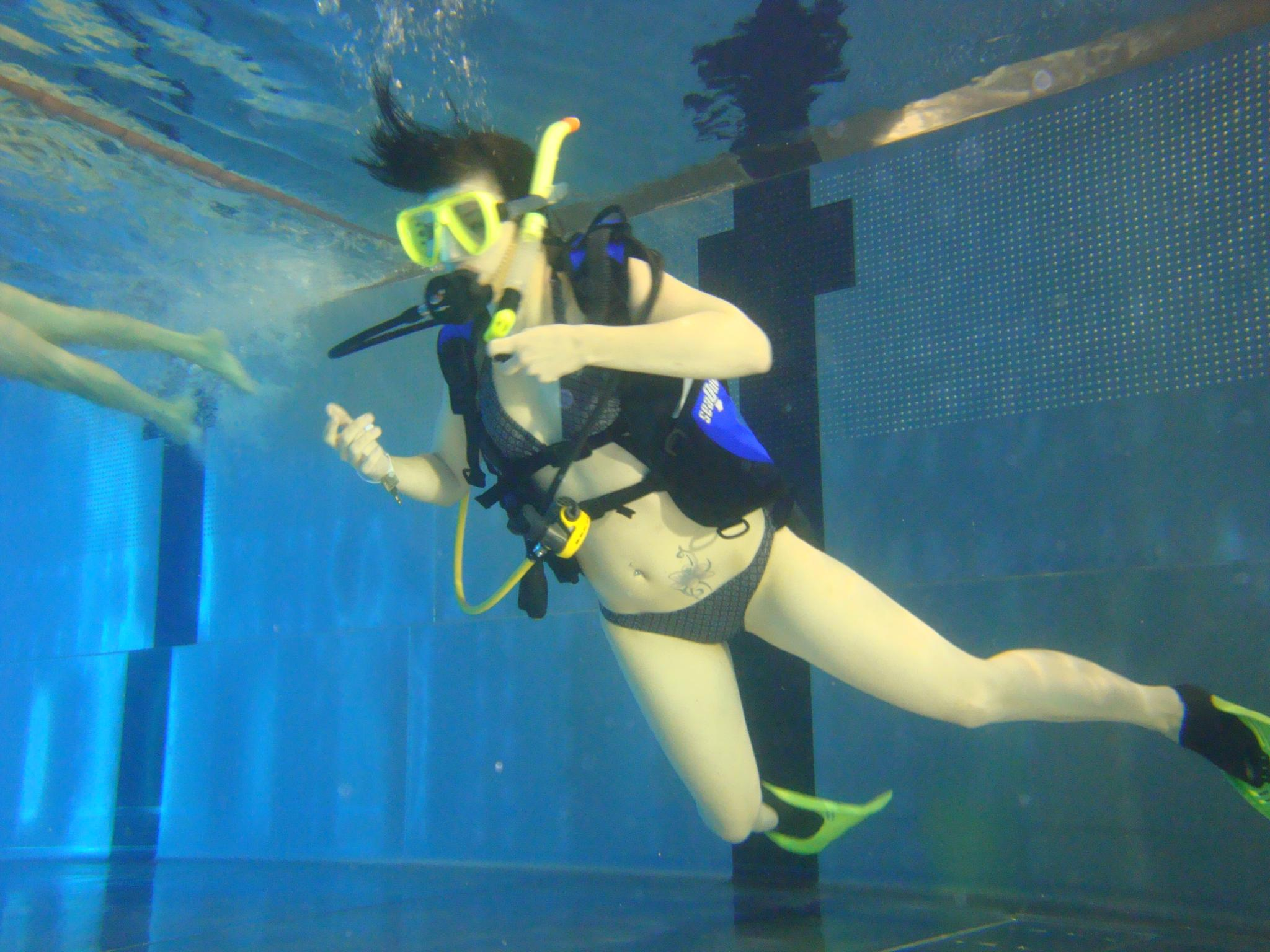
Sportbúvárkodás

A sportként űzött búvárkodásnak számos ága van. Az uszodában űzött uszonyos-, illetve búvárúszás esetében a hagyományos úszóversenyhez hasonló lebonyolításban rendeznek versenyeket, a két ág eltérése az, hogy az uszonyos úszók légzőcsővel, míg a búvárúszók kisméretű palackkal merülve versenyeznek. A tájékozódási búvárkodás nyílt vízben zajlik, ebben a versenyszámnak a búvároknak a lehető legrövidebb idő alatt kell teljesíteni a megadott pályát a víz alatt, a következő ellenőrző pontok megtalálása tájolással történik. Ezekben a versenyszámokban a Búvárok Világszövetsége (CMAS) égisze alatt rendeznek versenyeket, például világ- és Európa-bajnokságokat. A CMAS magyar tagszervezeteként a Magyar Búvár Szakszövetség (MBSZ) rendez búvárúszó versenyeket. Szintén a víz alatt űzött sportok közé tartozik a víz alatti hoki, a víz alatti rögbi és a víz alatti lövészet.
A szabadtüdős búvárkodás úgynevezett apnea ágában is léteznek versenyek, melyek közül a legrangosabbakat az AIDA világszervezet égisze alatt bonyolítják. Az apneában nem a gyorsaság a meghatározó, hanem az, hogy a versenyző egy levegővétellel milyen eredmény elérésére képes. Léteznek mélymerülési versenyszámok, mint a Variable Weight (merülés változó súllyal): a búvár kötél mentén egy „szán” segítségével merül, melynek súlya a búvár testsúlyának harmada, de maximum 30 kg lehet. A szán süllyedési sebességét a búvár szabályozhatja. A no-limit merülésekhez képest a különbség annyi, hogy a búvárnak saját erejéből kell a felszínre emelkedni (kötélen való felhúzás, felúszás). A Constant Weight (állandó súly) kategóriánál a búvár ugyanannyi súllyal merül le és emelkedik a felszínre.
A no limit merüléseknél a búvár kötél mentén egy „szán” segítségével merül a célmélységbe, majd az adott mélység elérését követően a felemelkedést egy levegővel töltött ballon segíti. Itt már nincsenek korlátozások a „szán” súlyát illetően. A süllyedési sebességét szintén a búvár szabályozhatja. A Free Immersion (szabad merülés) során a búvár kötél mentén húzva magát merül, azonban a merüléshez és a felemelkedéshez csak a két karját használhatja. Míg az előbbi versenyszámok nyílt vízben zajlanak, a medencében statikus és dinamikus versenyszámokra kerül sor. A statikus apnea versenyszámban az a cél, hogy a búvár egy helyben lebegve a lehető leghosszabb időt töltse a víz alatt egy lélegzettel, míg a dinamikus verseny során egy levegővel a lehető leghosszabb távot kell leúszni a víz alatt. Az apnea valamennyi ágában számon tartja az AIDA a világrekordokat, nők és férfiak között egyaránt..

## Hadi búvárkodás
A hadi búvárok (más néven harci búvárok vagy „combat divers”) a haditengerészetek és különleges egységek tagjai. Ők képesek víz alatt megközelíteni célpontokat, víz alatti robbanószereket telepíteni vagy hatástalanítani, valamint stratégiai infrastruktúrát (például hajókat, hidakat) védeni vagy megtámadni. Speciális kiképzésen kell részt venniük ahhoz, hogy bevethetőek legyenek. Az amerikai Navy SEAL-ek, a brit SBS (Special Boat Service) vagy az orosz Spetsnaz búvárai extrém körülmények között edzenek – jéghideg vízben, sötétségben, nagy nyomás alatt.
Magyarországon is találkozhatunk ilyen típusú alakulattal. A MH 1. Honvéd Tűzszerész és Hadihajós Ezrednél szolgálnak speciálisan kiképzett búvárok, akik a Duna és más víztestek alján talált második világháborús robbanószerkezeteket hatástalanítják.

## Lásd még
- Búvár Kund
- Jacques-Yves Cousteau